# Peisleyita
La peisleyita és un mineral de la classe dels fosfats. Rep el nom en honor de Vincent Peisley (n. 1941, mort el 6 de maig de 2021), col·leccionista de minerals de Brahma Lodge, a Austràlia, qui va recollir els primers exemplars.

## Característiques
La peisleyita és un fosfat de fórmula química Na₂Al9[(P,S)O₄]₈(OH)₆·28H₂O. Va ser aprovada com a espècie vàlida per l'Associació Mineralògica Internacional l'any 1981, sent publicada per primera vegada el 1982. Cristal·litza en el sistema triclínic. La seva duresa a l'escala de Mohs és 3.
L'exemplar que va servir per a determinar l'espècie, el que es coneix com a material tipus, es troba conservat a les col·leccions mineralògiques del Museu Victoria, a Melbourne (Austràlia), amb el número de registre: m35630.

## Formació i jaciments
Va ser descoberta a la pedrera Tom's, situada a la localitat de Kapunda, a Austràlia Meridional (Austràlia), on es troba en forma d'un material blanc terrós, associada normalment a wavel·lita. Aquesta pedrera australiana és l'únic indret de tot el planeta on ha estat descrita aquesta espècie mineral.